# 本草推陳
由名醫葉橘泉（曾名葉覺銓，1896-1989）主編，中國科學院江蘇分院出版，分為《本草推陳正篇》(1960)、《本草推陳續篇》(1963)、《續本草推陳-三輯》、《續本草推陳-四輯》等四冊。

### 本草推陳正篇
- 錄有本草所載與民間流傳具有特殊療效的不常見的中藥100種，主要參考書籍有：《本草綱目》、《本草綱目拾遺》、《名醫別錄》、《植物名實圖考》、《本草拾遺》、《唐本草》、《神農本草經》、《嘉祐本草》、《救荒本草》等[1]。
- 本書搜羅歷代本草、中外圖書及民間資料，廣為比對草藥名稱及療效，並加以辨證。
- 書中藥材除了紫杉之外，均源自歷代本草，書中直陳：「本品(紫杉)古代本草尚未收載。」。